# Alois Procházka
Alois Procházka (18. května 1875, Lomnice u Tišnova – 16. dubna 1940, Slavkov u Brna) byl učitel a moravský archeolog.

## Životopis
Narodil se v rodině učitele Jana Procházky (1836–1910) a Marie roz. Rybníkářové. Jeho sourozenci byli: Metodej (1872), Marie (1878–1880), Bohumil (1879), Hedvika (1881–1882), Božena (1883–1935), Hubert (1885–1935) a Karel (1888–1968). S první manželkou Aloisií roz. Kyliánovou (zemřela r. 1917) měl čtyři děti: Aloisii Floriánovou (1899–1973), Ludmilu (1902–1914), Vojtěcha (1901–1918) a Mojmíra (1907). Jeho druhá manželka byla Vincencie roz. Tůmová (1890–1971), se kterou měl Danuši Johnovou (1923–2006).
Na učitelském ústavu v Brně, kde studoval, byl žákem Josefa Hladíka, s nímž zpočátku pracoval. Učil mj. v Blažovicích (1899-–1907), Kobeřicích (1919–1924) či Černčíně, později byl řídícím učitelem ve Slavkově u Brna, kde žil i v penzi. Společně s přáteli a žáky Miroslavem Chleborádem, Emilem Kolibabem, Františkem Kalouskem a Karlem Tihelkou vytvořil pozoruhodnou badatelskou sestavu Bučovicka a Slavkovska, která se prosadila na čelné místo v amatérské archeologii a jejíž dva posledně jmenovaní mladší členové se stali předními představiteli naší profesionální prehistorie; jejich sbírky tvoří dodnes významnou část sbírkových fondů pravěku Moravského zemského muzea v Brně. S Innocencem Ladislavem Červinkou vytvořil a posléze realizoval myšlenku Moravského archeologického klubu založeného r. 1906, jehož prvním jednatelem byl do konce 30. let. Neúnavný archeolog-amatér vlastními výzkumy (do nichž investoval nemálo času i finančních prostředků) zachraňoval a získával především na Vyškovsku a na Slavkovsku archeologické nálezy snad ze všech období pravěku (zajímal se hlavně o dobu laténskou – např. pohřebiště v Holubicích, Křenovicích, Slavkově, Nížkovicích, prokopal i řadu mohyl – Heršpice aj.). I díky svému učitelskému povolání se významně zasloužil o propagaci archeologie a pravěkých památek a vykonal tak pro osvětu i záchranu starožitností velký kus práce. Nejvýznamnějším jeho dílem je monografie Gallská kultura na Vyškovsku. La Tène středomoravský (Slavkov u Brna 1937). Jde o poslední shrnující monografickou publikaci moravských keltských pohřebišť; moravská archeologie má v tomto směru velký dluh a před sebou velký úkol.
Dodnes je vysoce aktuální jeho přístup k archeologickému výzkumu, jenž deklaroval v úvodu své "Gallské kultury": „Snažil jsem se ve své práci vyhověti oprávněnému požadavku prof. dra E. Šimka, aby postup našich výkopů a pozorování při nich učiněná byly věrně publikací reprodukovány formou nejkratší a nejsušší, ale s doprovodem nejhojnějšího materiálu ilustračního, aby se staly naše nálezy skutečným majetkem veřejnosti a mohly tak opravdu v nejširší míře sloužiti účelu, pro který byly podnikány, tj. vědě a jejímu pokroku.“

## Dílo
- Nové nálezy praehistorické v okolí brněnském, Časopis moravského zemského musea 3, 1903, 151–157
- Zprávy o nálezech na Vyškovsku I–II, Pravěk I, 1903, 64–66, 106–110, 122-129; Pravěk II, 1904, 12–16
- Nové nálezy archeologické, Časopis moravského zemského musea 5, 1905, 197–204
- Nové archeologické objevy v okolí brněnském, Časopis moravského zemského musea 7, 1907, 14–39
- Z prehistorie Vyškovska a okolí, Pravěk V, 1909, 186–221
- Gallská kultura na Vyškovsku. La Tène středomoravský. Slavkov 1937